# نشيد
نشيد أو أنشودة معناه في اللغة العربية: هو رفع الصوت بالشعر مع تحسين وترقيق.
النشيد اصطلاحًا: هو أغنية سهلة بسيطة ذات معانٍ وكلمات ذات مغزى تلفظ بلحن بسيط بهدف التسلية أو التعليم أو إثارة الروح الوطنية، وهي أداة لإثراء الخيال والروح والوجدان، وسبب معنوي في خلق مشاعر البهجة والفرح عند المتلقي أو السامع أو قطع شعرية مختارة قابلة للتلحين والغناء.

## الأناشيد الإسلاميّة
هي رفع الصوت بالشعر الحسن والكلام المباح بصوت الرجل أو مجموعة رجال.
أما اصطلاحا فالنشيد أو الأناشيد فهي أغان إسلاميّة التوجه، تغنّى في أغلب الأحيان بدون موسيقى، معتمدة فقط على الصوت البشريّ وبعض المؤثرات الصوتيّة إن وجدت. ويعد هذا الفن امتدادا لعمل أجيال متسلسل في الفنّ الملتزم من ناحية، والفنّ الدينيّ القائم على الأدعية والابتهالات من ناحية ثانية.

## تاريخ
مرّ هذا الفنّ في مراحل عديدة في تاريخه المعاصر، فكلمات سيد درويش وألحان بكري الكردي وعمر البطش تعدّ من أوائل نهضة هذا الفنّ[بحاجة لمصدر]. يأتي بعدها نهضة فنيّة ملتزمة حصلت في سوريا، بعد أن تراجع دور مصر في هذا الّنوع من الفنّ الملتزم، وقد قامت على يد أربعة من رواد الفنّ الهادف، هم أبو الجود محمد منذر سرميني ومحمد أمين الترمذي (أبو محمود) وأبو مازن وأبو دجانة وأبو راتب، وأربعتهم من سوريا، نهضوا في نهاية عقد السبعينيات من القرن الماضي، فأحدثوا تغييراً مهماً في عالم الإنشاد من ثلاثة نواحٍ:
1. الأولى في عالم الكلمة: توجّهوا نحو الكلمة الملتزمة بمبادئ الدين، وبعوامل نهضة الأمة وإيقاظها من سباتها، وتوجيهها نحو ثوابتها.
2. الثانية عالم اللحن: أحدث أبو الجود تغييراً واضحا في عالم اللحن العربيّ عموماً، واللحن الملتزم الإنشاديّ خصوصاً. فكلّ لحن قدّمه في ألبوماته السبعة الأولى يشكّل ملحمة فنيّة، وتميزا على الألحان التي سبقته، فاستطاع بذلك أن يكسب إعجاب ملحّنين حلبيّين كبار اشتهروا بعلوّ الذّوق الفنيّ ورهافة الحسّ الإبداعيّ ونخّل الألحان التي يسمعونها، منهم بكري الكردي، وصبري المدلّل، وعبد القادر حجّار. ومن ناحية أخرى كسب أبو الجود بإسهاماته الفنيّة هذه قاعدة شعبيّة كبرى، لا تزال حتى الآن تترنّم بألحانه وتطرب لها. وأما أبو مازن وأبو دجانة وأبو راتب فإسهاماتهم لا تقلّ أهميّة عن أبي الجود، إلّا أنّ أبا مازن اهتمّ بعرض أكبر ما يمكن من الكلمات الهادفة وأبا دجانة للميراث الحلبي الفني أقرب، وأبا راتب للّحن السريع الجماهيريّ أقرب.
3. الثالثة: التسجيل الصافي -آنذاك- بأن خصّصوا ألبومات للنشر حسب المعنى الحديث، خلافاً للمشهور آنذاك وهو أشرطة الحفلات العامّة، وغالبها يكون مشوّش التسجيل، ومشوّش الصوت، وقليل الوضوح.

ظهرت في الآونة الأخيرة أجيال جديدة من مؤدي هذا النوع من الفن الهادف، حيث أن منهم الكثير من العرب ولكن يوجد فيهم أيضاً عدد من الغربيين والأوروبيين المسلمين الذين من أشهرهم البريطاني سامي يوسف.
تعد الأناشيد ذات شعبية كبيرة في الشرق الأوسط، جنوب وأقصى جنوب آسيا، البوسنة و الهرسك، كوسوفو وبين المسلمين في بريطانيا.

## أنواع الأناشيد
- الحداء: ويكون من شخص واحد فقط من دون ترديد وبدون إضافة أي مؤثرات وقلما تجد من يتقنه لاعتماده الكلي على مهارة المنشد.
- إيقاع: ويكون به ترديد وهذا النوع سهل والكثير يتقنه لاعتماد المنشد فيه على الآلة (الؤثرات-الفلاتر-وغيرها).
- مؤثرات بشرية.
- دفوف: يصاحب الكلمات ضرب بالدف بدون موسيقى وهو جائز للنساء في الأعراس والأعياد والانتصار في الحرب.
- بدون أي مؤثرات: وهذا يتوسط أنواع النشيد فهو جماعي ويشمل الحداء أحياناً في بدايته ولا يحتوي على الموسيقى.

## النشيد في الشرع

### الأناشيد الإسلامية
الاستماع إلى الأناشيد الإسلامية جائز مع عدم الإكثار منه،
ذلك أن سماع الأناشيد كان من الأعمال التي جاءت في سنة الصحابة الأطهار[بحاجة لمصدر] وما كانت مما يداومون عليها مثل: عنايتهم بالكتاب والسنة والذكر.
وقد ورد أن صحابة رسول الله كانوا يترنمون في الأناشيد في أعمالهم (حفر الخنادق وبناء المساجد)، وفي سيرهم إلى الجهاد والمناسبات، وكانوا يروحون به عن أنفسهم، ويهيجون بها مشاعرهم لعمل الخير والحث عليه.
وقد جاءت النصوص الصحيحة الصريحة بدلالات متنوعة على إباحة إنشاد الشعر واستماعه، فقد صح أن النبي صلى الله عليه وسلم والصحابة الكرام  قد سمعوا الشعر وأنشدوه واستنشدوه من غيرهم في سفرهم وحضرهم وفي مجالسهم وأعمالهم، بأصوات فردية كما في إنشاد حسان بن ثابت وعامر بن الأكوع وأنجشة، وبأصوات جماعية كما في حديث أنس  في قصة حفر الخندق، قال: فلما رأى رسول الله صلى الله عليه وسلم ما بنا من النصب والجوع قال:
فقالوا مجيبين:
وفي المجالس أيضا؛ أخرج ابن أبي شيبة بسند حسن عن أبي سلمة بن عبد الرحمن قال: «لم يكن أصحاب رسول الله صلى الله عليه وسلم منحرفين ولا متماوتين، كانوا يتناشدون الأشعار في مجالسهم، وينكرون أمر جاهليتهم، فإذا أريد أحدهم عن شيء من دينه دارت حماليق عينه».
حديث أنس في دلائل النبوة للبيهقي، نحن جوار من بني النجار.
حديث: «يا أنجشة رويدك بالقوارير». متفق عليه
«عن عائشة رضي الله عنها قالت: دخل أبو بكر وعندي جاريتان من جواري الأنصار تغنيان بما تقاولت الأنصار يوم بعاث، قالت: وليستا بمغنيتين فقال أبو بكر: أمزامير الشيطان في بيت رسول الله صلى الله عليه وسلم؟ وذلك في يوم عيد فقال رسول الله صلى الله عليه وسلم: «يا أبا بكر إن لكل قوم عيدا وهذا عيدنا»»

### الحداء ونشيد الأعراب
قال في شرح منظومة الآداب: «قال في الإقناع وغيره: ويباح الحداء الذي تساق به الإبل ونشيد الأعراب، وفي الإنصاف: وقيل الحداء ونشيد الأعراب كالغناء في ذلك، وقيل يباح، انتهى. قلت: المذهب الإباحة من غير كراهة؛ لما تظافرت به الأخبار، وتظاهرت به الآثار، من إنشاد الأشعار، والحداء في الأسفار وقد ذكر بعض العلماء الإجماع على إباحة الحداء. قال الحافظ ابن حجر في شرح البخاري: نقل ابن عبد البر الاتفاق على إباحة الحداء. قال وفي كلام بعض الحنابلة إشعار بنقل خلاف فيه ومانعه محجوج بالأحاديث الصحيحة»

## طالع أيضًا
- إسلام
- موسيقى
- إيقاع
- سرد
- فتوى
- شعر
- قصيدة